# Todiano
Todiano è una frazione del comune di Preci (PG).
Situato in Umbria, Todiano è un piccolo borgo medievale che si trova a circa 879 m s.l.m.; distante 13 km da Norcia, si sviluppa su di un sinclinale preappenninico di fronte alla catena del Parco Nazionale dei Monti Sibillini e immerso nell'ampio panorama della valle Castoriana. Secondo i dati del censimento Istat 2001, è popolato da 35 abitanti  Archiviato il 27 ottobre 2020 in Internet Archive..

## Storia
Il castello venne fondato nel XIII secolo, con la fine del dominio territoriale dei monaci dell'Abbazia di Sant'Eutizio; era noto col nome di Tutiano o Tudiano. Gran parte delle abitazioni furono costruite nelle epoche successive ed in stili architettonici diversi.
La sua posizione, su un poggio, lo rese appetito dai vari eserciti che passavano in zona: da ricordare quello di Federico II nel 1227, quello di Carlo d'Angiò nel 1265, quello di Braccio da Montone e di Francesco Sforza nel 1400. La fortezza, dunque, venne rinforzata con torri di difesa.

## Economia e manifestazioni
L'agricoltura e la coltivazione della lenticchia, in particolare, e del farro costituiscono un'importante voce dell'economia locale. Da segnalare anche la presenza nella zona del tartufo nero di Norcia e di attività industriali legate alla preparazione dei salumi tipici di Norcia, in particolare il prosciutto IGP.
Il fatto di essere inserito all'interno di un parco nazionale, inoltre, ha permesso lo sviluppo di diverse attività turistiche.

## Monumenti e luoghi d'interesse
- Castello, con una porta d'ingresso a doppio fornice. Rimane il torrione semicilindrico della famiglia Fabbi (XIV secolo), nella Rocca;
- Cappella della Madonna della Porta (1511);
- Chiesa di San Bartolomeo (XIV secolo); pertinente alla chiesa, insieme ad altre opere è un Crocifisso con la Maddalena, San Bartolomeo e San Giovanni Battista del fiorentino Francesco Furini, firmato e datato 1623, che rappresenta la prima opera chiesastica del pittore[1].
- Chiesa di Santa Maria, con una facciata abbellita da un campanile a vela; al suo interno è collocato un affresco trecentesco raffigurante la Madonna del Latte;
- Chiesa di San Montano (XIV secolo).

Il dipinto di Filippino Lippi, la Madonna della Mercede, originariamente posto nella chiesa di San Montano, poi in quella di San Bartolomeo, è attualmente conservato al Museo Diocesano di Spoleto.

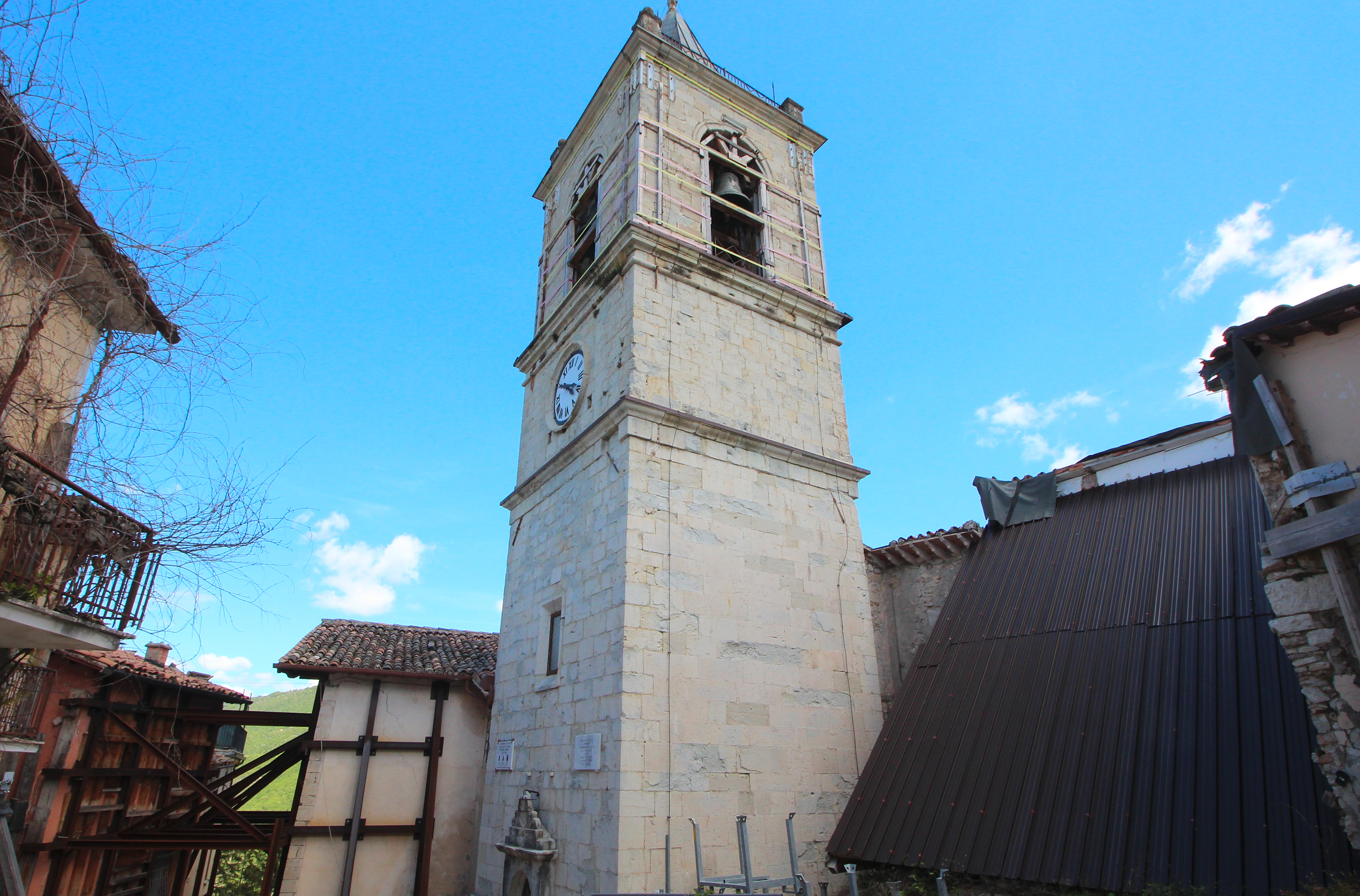
La chiesa di San Bartolomeo
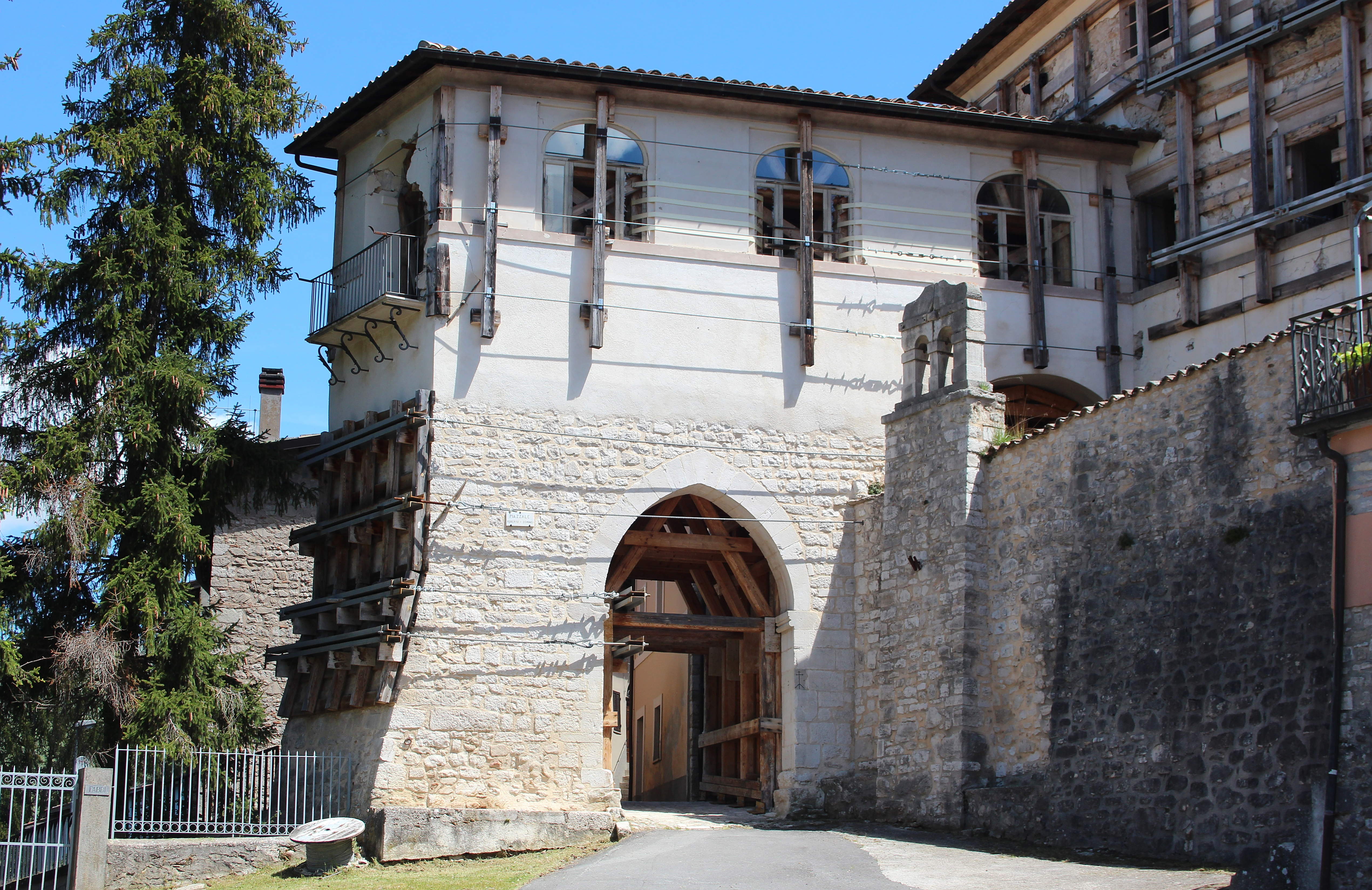
La porta con la chiesa Santa Maria della Porta
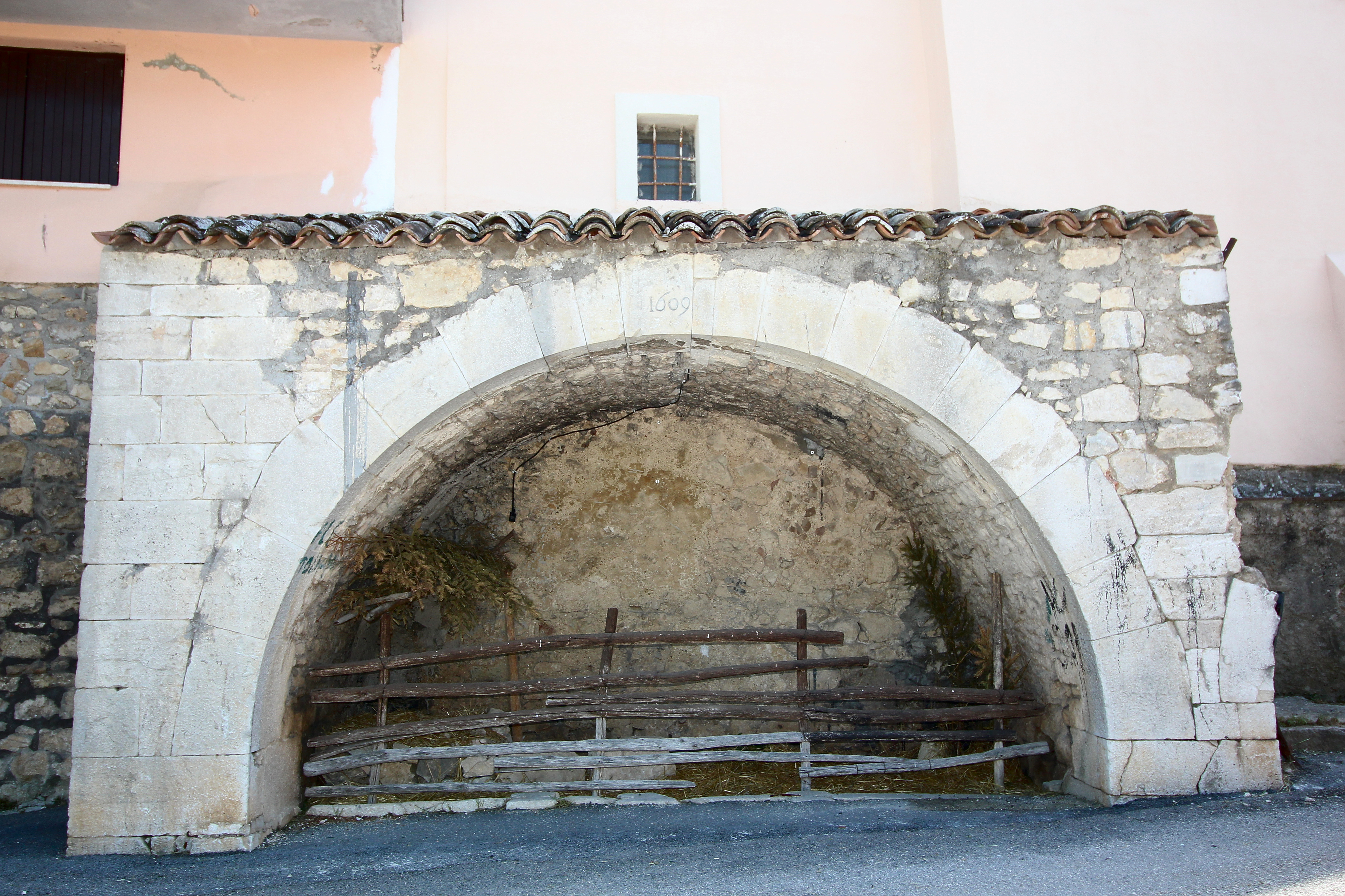
La fonte del 1609

## Sport
- Calcio
- Bocce